# IRPEF
Imposta sul reddito delle persone fisiche (Impôt sur le revenu des personnes physiques),  abrégé en « IRPEF », est un impôt direct, personnel, progressif et général, en vigueur dans la République italienne. Il est régi par la loi sur l'impôt sur le revenu consolidé, publiée par le décret présidentiel n° 917 du 22 décembre 1986.

## Nature de l'impôt
L'IRPEF est un impôt personnel et progressif ; il s'agit d'un impôt périodique dû pour les années civiles (et dans certains cas pour les années sociales), chacune d'entre elles correspondant à une obligation fiscale autonome. 

## Personnes assujetties
Les personnes assujetties à l'IRPEF, sont les personnes physiques résidentes sur le territoire italien pour les revenus produits n'importe où selon le principe dit de l'imposition mondiale et les personnes physiques non résidentes pour les revenus produits sur le territoire italien uniquement , selon le principe dit de l'imposition à la source. Une personne est considérée comme résidente en Italie si, pendant la majeure partie de la période fiscale, elle est inscrite au registre municipal des résidents et a son domicile ou sa résidence en Italie. 
Bien qu'elles ne soient pas des assujettis, les sociétés de personnes et autres entités similaires, dont les revenus sont imputés, en vertu du principe de transparence, directement aux associés, qui sont des assujettis, indépendamment de leur perception effective, en fonction de leur part dans les bénéfices produits par la société elle-même. Cette discipline est désormais également utilisée pour les sociétés de capitaux, dont les actionnaires, remplissant les conditions, ont adopté ce que l'on appelle la « taxation par transparence  » . 

## Structure de l'impôt
La structure de l'IRPEF est une synthèse juridique des deux modèles d'imposition des revenus historiquement utilisés en Italie : le modèle réel (des impôts sur les coupons) et le modèle personnel (de l'impôt complémentaire). L'hypothèse d'imposition et la base imposable sont identifiées dans le cadre des disciplines des catégories individuelles de revenus, résultat de la transposition des principes et des règles historiquement utilisés dans les impôts cédulaires, tandis que la détermination du revenu global et de l'impôt a lieu sur une base unitaire avec des dispositions qui mettent en œuvre la personnalité et la progressivité, selon la logique de l'ancien impôt complémentaire. 
La condition préalable à l'IRPEF est la possession de revenus en espèces ou en nature entrant dans les catégories expressément prévues par le législateur : revenus fonciers (art. 25-43), revenus du capital (art. 44-48), revenus du travail (art. 49-52), revenus du travail indépendant (art. 53-54), revenus professionnels (art. 55-66), revenus divers (art. 67-71). 
Le législateur a renoncé à une définition générale et unitaire du revenu imposable, affirmant une notion nominaliste du revenu imposable, selon laquelle le revenu est tout ce qui est normativement qualifié comme tel par les règlements des différentes catégories. 
La réglementation de chaque catégorie de revenus prévoit une définition autonome du présupposé de la catégorie, des critères particuliers de commensuration de la base imposable, un principe propre d'imputation temporelle, des règles particulières sur la pertinence des éléments négatifs. 
La somme algébrique de tous les revenus catégoriels détermine le revenu total, dont le montant permet d'identifier le taux pour la détermination de l'impôt ; le système IRPEF prévoit des taux progressifs par tranche de revenus. 
Dans la détermination de l'IRPEF sur une base unitaire, afin de garantir la personnalisation de l'impôt, des déductions et des abattements sont prévus. Les deux ayant un but de facilitation, sont prévus par la loi et affectent la détermination de l'impôt, avec la différence que les déductions sont déduites de la base imposable résultant de la somme des revenus, alors que les retenues sont déduites du montant de l'impôt.